# Nightmare Creatures II
Nightmare Creatures II è un videogioco del 2000 sviluppato da Kalisto Entertainment appartenente alla categoria avventura dinamica in 3D. È il seguito di Nightmare Creatures, da cui prende trama principale e atmosfere horror.

## Trama
Nel 1934, esattamente un secolo dopo gli eventi del gioco precedente, Adam Crowley, occultista e antagonista del primo capitolo, ha creato un’enorme stirpe di creature mutanti, che sta usando per sterminare un gruppo di cacciatori di mostri chiamato il Circolo. Nel frattempo, Herbert Wallace, un paziente dell’ospedale genetico di Crowley, riesce a fuggire dalla prigionia, armato di un’ascia. Giunge a Londra, dove scopre una foto di Ignatius Blackward che, insieme a Nadia Franciscus, aveva sconfitto Crowley nel gioco precedente. Grazie a Rachel, l’unica sopravvissuta del Circolo, nonchè figlia di Nadia Franciscus e di Ignatius Blackward, Wallace viene salvato da un incendio. I due si separano: Wallace si dirige verso il castello di Crowley, solo per scoprire che l’occultista non si trova lì, ma a Parigi.
Wallace cade poi in un condotto che lo conduce a un biplano, con cui vola in Francia. Entra in un cinema, dove trova un biglietto di Rachel che lo informa di essere a conoscenza dei piani di Crowley. Si dirige quindi verso un museo per incontrarla, ma ignora che Rachel è stata catturata dagli zombi. Wallace entra nel museo, dove trova una mappa dettagliata della Torre Eiffel, insieme ad alcuni dei progetti di Crowley. Successivamente entra in una cripta, ma viene circondato dagli zombi: ne schianta uno con la testa contro un muro, fugge in auto mentre un altro zombi lo attacca da dietro, e si schianta in un cimitero elaborato, dove trova un pezzo della camicia di Rachel impigliato su un albero.
Wallace lascia il cimitero e cade in una fogna, che lo porta nel sottosuolo di Parigi, dove trova documenti che parlano di antichi culti e un passaggio che conduce alla Torre Eiffel. Scala la struttura fino alla cima, dove si imbatte in una mostruosità grottesca. Usando della dinamite, fa esplodere la creatura, ma l’esplosione lo scaraventa giù dalla guglia. Tuttavia, la caduta viene attutita e Wallace si ricongiunge con Rachel, con la quale si allontana. Se Crowley stia già tramando un nuovo piano o sia scomparso per sempre resta un mistero.

## Modalità di gioco
Il gameplay è simile a quello del capitolo precedente, con l’abbandono della barra dell’adrenalina e l’aggiunta delle fatality, mosse finali per eliminare i nemici indeboliti. A differenza del gioco precedente, però, Herbert è l’unico personaggio giocabile e non è presente l’abilità sbloccabile di giocare nei panni di un mostro.

## Mostri
- Zombie
- Zombie femmina
- Bofoid
- Agile
- Zombie con motosega
- Reaper Zombie
- Foetus
- Pipistrello gigante
- Placard Man
- Lizard Creature
- Docker
- Transcube
- Ragno gigante
- Necrophage